# 曽根縄長
曽根 縄長（そね つななが）は、戦国時代の武将。甲斐武田家の家臣。

## 生涯
曽根昌長の嫡子。永正17年（1520年）5月に栗原兵庫、大井信達、今井信是らが結んで反乱を起こした際（『勝山記』）、下曾根出羽守と信虎配下の中心人物として活動し、6月10日の今諏訪の戦いで大井・栗原連合軍の撃破に貢献した。大永2年（1522年）に父が東郡大工村天神社の修造において代官を務めた棟札に署名している事から、父と早くから共同して武田家に仕えていたようである。なお、諱の縄長は信虎の父・信縄の偏諱と推測されるから、永正4年（1507年）以前に元服していたようである。
大永3年（1523年）の父の死後、家督を継いだ。享禄4年（1531年）3月7日、謀反を起こした栗原兵庫攻撃のために東郡に進軍するが、3月16日の合戦で戦死した。家督は嫡子の虎長が継いだ。